# Núria Camón
Núria Camón Farell (Tarrasa, Barcelona; 3 de marzo de 1978) es una exjugadora de hockey española que ocupaba la posición de centrocampista y que ha representado a España en tres Juegos Olímpicos consecutivos, los de 2000, 2004 y 2008. También fue miembro del equipo que terminó cuarto en el Mundial de hockey hierba de Madrid 2006, donde fue premiada con el título de Mejor Jugadora del Torneo. También compitió en la liga española defendiendo los colores del Reial Club de Polo. Se retiró de la competición al final de la temporada 2011-12.

## Palmarés
- Medalla de Plata Copa de la Reina -CD Terrasa- (1995/1996)
- Campeona de Cataluña -CD Terrasa- (1996/1997)
- Medalla de Plata Copa de la Reina -CD Terrasa- (1996/1997)
- Debut Internacional -España vs Rusia- (1997)
- Medalla de Oro Copa de la Reina -CD Terrasa- (1997/1998)
- Campeona de Cataluña -CD Terrasa- (1997/1998)
- Mejor jugadora Copa Europa Sub-21 (1998)
- Subcampeona División de Honor Femenina -CD Terrasa- (1998/1999)
- 2.ª Máxima Goleadora División de Honor Femenina 17 goles (1998/1999)
- Medalla de Plata XIV Copa de La Reina (1998/1999)
- Campeona de Cataluña -CD Terrasa- (1998/1999)
- 4.º Puesto en los JJ. OO. de Sídney (2000)
- 8.º Puesto en el mundial en Perth (2000)
- Campeona División de Honor Femenina -CD Terrasa - (1999/2000)
- Medalla de Oro XV Copa de La Reina (1999/2000)
- Campeona de Cataluña -CD Terrasa- (2000/2001)
- Medalla de Oro Copa de la Reina -CD Terrasa- (2000/2001)
- Campeona División de Honor Femenina -CD Terrasa - (2000/2001)
- Campeona de Cataluña -CD Terrasa- (2001/2002)
- Campeona División de Honor Femenina -CD Terrasa - (20001/2002)
- Campeona de España de Hockey Sala -CD Terrasa - (20001/2002)
- Campeona de España de Hockey Sala -CD Terrasa - (20002/2003)
- Campeona División de Honor Femenina - RC Polo - (2002/2003)
- Medalla de Oro XVIII Copa de La Reina (2002/2003)
- 2.ª Máxima Goleadora División de Honor Femenina 11 goles (2002/2003)
- Campeona de Cataluña -RC Polo- (2002/20003)
- Subcampeona de Europa - Selección Española Femenina - (2003)
- Elegida entre las nueve mejores jugadoras del mundo (2003)
- Subcampeona del Mundo de Hockey Sala
- Ha disputado 213 partidos Internacionales
- Medalla de Oro Copa de la Reina -Rc Polo- (2003/2004)
- Medalla de Oro al Real Orden Deportivo al Mérito Español

## Participaciones en Juegos Olímpicos
- Sídney 2000, puesto 4.
- Atenas 2004, puesto 10.
- Pekín 2008, puesto 7.

## Premios, reconocimientos y distinciones
- Medalla de Oro de la Real Orden del Mérito Deportivo, otorgada por el Consejo Superior de Deportes (2011)